# Tunnel du Mont d’Or
Der Tunnel du Mont d’Or ist ein Eisenbahntunnel an der Bahnverbindung Paris–Dijon–Vallorbe–Lausanne–Simplon–Mailand. Der 6096 Meter lange Tunnel passiert hier die französisch-schweizerische Grenze. Er unterquert den Mont d’Or im Jura. Der Tunnel wurde zwar zweigleisig angelegt, die Bahnstrecke ist aber seit dem Zweiten Weltkrieg nur noch eingleisig.

## Geschichte

Karte des Tunnels

Die Geschichte des Tunnels ist untrennbar mit der Geschichte der benachbarten Stadt Vallorbe verbunden. Am 1. Juli 1870 wurde die Strecke (Lausanne–) Daillens–Vallorbe eröffnet, aufwendigstes Bauwerk war hierbei der Viadukt unterhalb von Vallorbe. 1872 begannen die Bauarbeiten an der Strecke nach Pontarlier mit dem 1662 m langen Tunnel unter dem Col de Jougne, der am 1. Juli 1875 fertiggestellt werden konnte (siehe auch Coni’Fer). Damit war erstmals eine durchgehende Bahnverbindung von Paris nach Lausanne mit einer Reisezeit von 14 h 15 min möglich, wobei im Bahnhof Vallorbe allerdings ein Fahrtrichtungswechsel erforderlich war. Ab 1906 verkehrte der Simplon-Express, der Vorgänger des ab 1919 verkehrenden Simplon-Orient-Express, über diese Strecke.
Nachdem der Verkehr zu Beginn des 20. Jahrhunderts immer stärker angewachsen war, traten die Nachteile der gewählten Linienführung klar hervor. Bis zum Scheitelpunkt der Strecke im Tunnel von Jougne (1012 Meter) musste eine Steigung von 2,5 % in Kauf genommen werden. Aus diesem Grund begann man 1910 mit dem Bau einer neuen direkten Strecke, die den Mont d’Or in einem Tunnel unterqueren sollte, wobei der Scheitelpunkt der Strecke nur bei 896 Metern lag. Hierzu wurde der Bahnhof von Vallorbe grosszügig erweitert.
Die Arbeiten waren äusserst kompliziert, bei den Bauarbeiten traten mehrmals grössere Wassereinbrüche auf. Auf der Baustelle waren Pressluftlokomotiven von Borsig, Berlin, im Einsatz. Am 2. Oktober 1913 konnte der Durchstich erreicht werden, am 15. Mai 1915 konnte der neue Tunnel endlich in Betrieb genommen werden.
Der Zweite Weltkrieg ging nicht spurlos an dem Tunnel vorüber. Im Juli 1941 wurde der Tunnel an der Grenze zugemauert, auf französischer Seite wurde das zweite Gleis durch die Deutschen als Reparationsleistung abgebaut. Die Strecke nach Pontarlier wurde auch abgebaut. Im Januar 1945 wurde die Mauer im Tunnel wieder beseitigt.
Am 25. April 1958 erfolgte die Aufnahme des elektrischen Betriebs, und zwar mit dem französischen Bahnstromsystem mit einer Betriebsspannung von 25 kV. Am 19. Mai 1977 verkehrte letztmals der Orient-Express über diese Strecke, und seit dem 22. Januar 1984 verbindet hier der TGV Paris und Lausanne mit einer Reisezeit von 3 h 45 min.